# Schizonotus latus
Schizonotus latus är en stekelart som först beskrevs av Walker 1835.  Schizonotus latus ingår i släktet Schizonotus och familjen puppglanssteklar. Inga underarter finns listade i Catalogue of Life.